# Lettere a Theo
Lettere a Theo (Brieven aan zijn broeder) è una raccolta epistolare che raccoglie gran parte della corrispondenza tra Vincent van Gogh e il fratello Theodorus van Gogh, iniziata nel 1872 e finita con la morte dell'artista nel 1890. Le lettere sono state raccolte dalla moglie di Theo, Johanna Bonger, dopo la morte del marito, e pubblicate nel 1914. L'artista si fidava pienamente del fratello e gli raccontava tutti gli avvenimenti che gli accadevano e proprio per questo nel volume si possono intuire le emozioni provate dal pittore, anche più dei fatti che avvenivano nella sua vita.

## Edizioni

### 1914
La prima edizione delle lettere fu pubblicata nel 1914 dalla vedova di Theo Van Gogh, Johanna Van Gogh Bonger ad Amsterdam: Brieven aan zijn broeder. Ogni lettera fu stampata nella versione originale.

### 1952-54
Anni dopo, tra il 1952 e il 1954, il figlio Vincent Willem pubblicò tutte le lettere, comprese quelle inviate da Theo a Vincent, nella raccolta: Verzamelde Brieven va Vincent van Gogh, pubblicata ad Amsterdam dalla casa editrice Wereld-Bibliotek. Di quest'ultima edizione furono fatte varie ristampe e traduzioni: The complete Letters of Vincent van Gogh New York Graphic Society, 1958; Correspondance complète de Vincent van Gogh Gallimar-Grasset 1960; un'edizione russa, Leningrado-Mosca, Pisna 1966. L'edizione italiana, in tre volumi, ebbe titolo Tutte le lettere di Vincent van Gogh, a cura della casa editrice Silvana Editoriale d'Arte, e apparve nel 1959, nella traduzione di Marisa Donvito e Beatrice Casavecchia.

### 2009
Nel 2009, dopo quindici anni di ricerche, il Van Gogh Museum di Amsterdam ha pubblicato l'edizione integrale delle lettere scritte da Vincent e dei disegni in esse contenuti insieme a altre 80 lettere inviate a lui dai suoi corrispondenti, familiari e amici. L'opera in sei volumi è stata curata da Leo Jansen, Hans Luijten, Nienke Bakker. È stata pubblicata dal Museo anche l'edizione delle Lettere digitale on line, in lingua inglese.. 
Per l'Italia,  ottennero i diritti alla pubblicazione di una selezione di lettere la casa editrice Donzelli (265 lettere e 110 schizzi originali pubblicate nel 2013, con il titolo Scrivere la vita,  nella traduzione di Marianna Matullo e Laura Pignatti; e la casa editrice Einaudi (200 lettere con i relativi disegni, pubblicate con il titolo Lettere, a cura di Cynthia Saltzman, nel 2013, nella traduzione di M. Botto, L. Pignatti, C. Stangalino.

## Composizione delle lettere
Vincent Van Gogh ha scritto in totale 821 lettere. Delle 668 indirizzate al fratello Theo, 466 sono scritte in olandese, la loro lingua madre, 200 in francese e 2 in inglese.
La cronologia epistolare permette di seguire la vita dell'artista attraverso i suoi spostamenti ed è grazie ad essa che gli storici dell'arte sono riusciti a ricostruire una linea temporale molto dettagliata della vita e delle opere dell'artista.

## Corrispondenti
Oltre a Theo, Vincent scrive alla sorella Wilhelmina e ai suoi genitori in Olanda. Inoltre mantiene i contatti con alcuni suoi conoscenti che lo avevano inizialmente aiutato nella sua carriera artistica: Mauve, Tersteeg, Van Rappard e Émile Bernard. Altre lettere sono destinate ad artisti conosciuti durante il suo soggiorno a Parigi e a galleristi. 

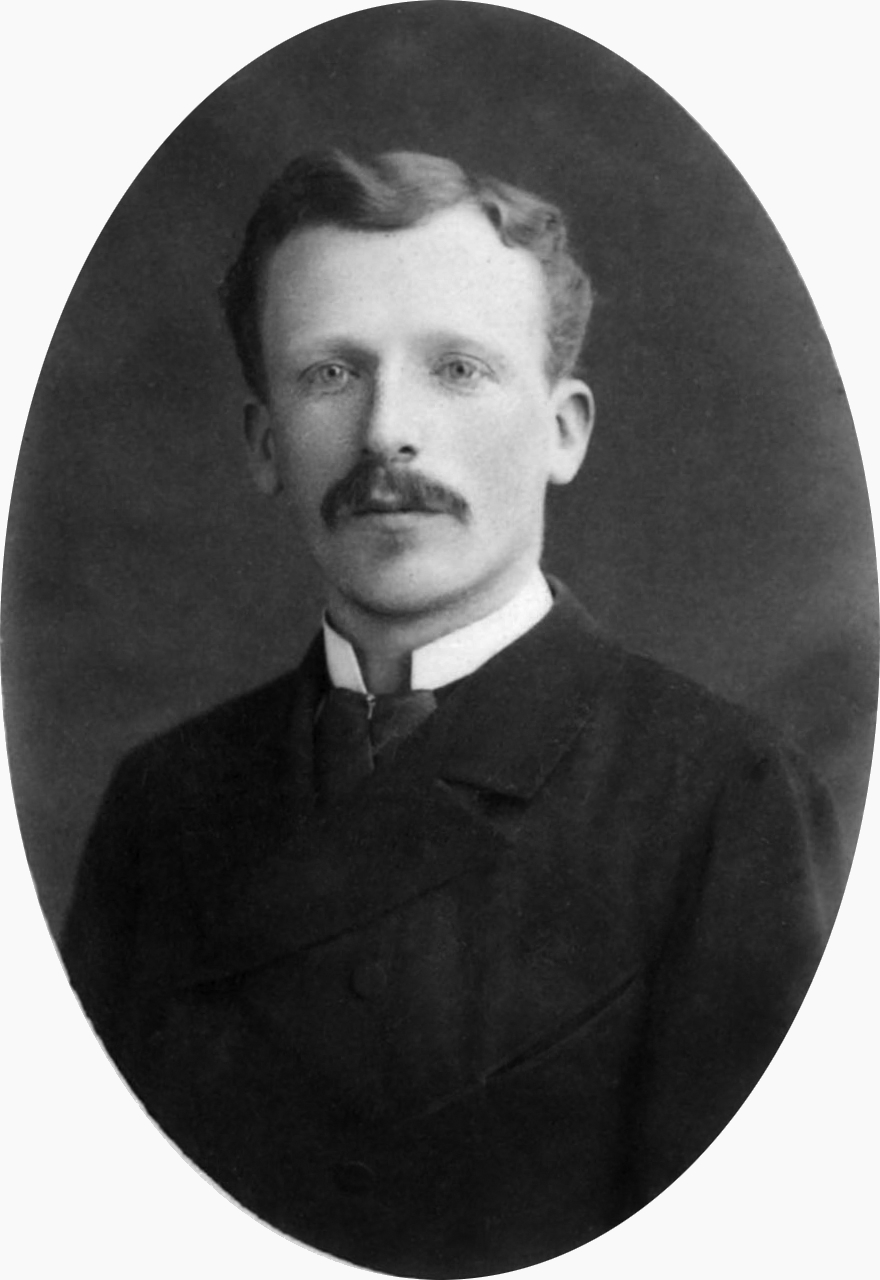
Fotografia di Theo van Gogh

## Cronologia
La prima lettera fu mandata nell'agosto del 1872 dopo una breve vacanza che i due fratelli avevano trascorso a L'Aia. A differenza di Theo che si stabilisce a Parigi, dove lavora come mercante d'arte per la Goupil, la vita di Vincent è in continuo movimento:  dopo sei anni di impiego con la Goupil, per la quale aveva lavorato a L’Aia, a Londra e a Parigi, lavora per alcuni mesi a Ramsgate e a Isleworth (Inghilterra). Torna in Olanda e fa il commesso a Dordrecht; inizia poi a studiare teologia ad Amsterdam. Come predicatore si reca nel Borinage presso una comunità di minatori. In seguito la sua fiducia verso la chiesa si fa più debole e riscopre il suo talento per l'arte. Va a studiare a Bruxelles all'Accademia delle belle arti, e poi si stabilisce di nuovo a L'Aia. Compie un soggiorno nel nord dell'Olanda e poi ad Anversa. Raggiunge Theo a Parigi dove si trattiene per circa un anno. Si trasferisce nel sud della Francia ad Arles e vive alcuni mesi con Paul Gauguin in Provenza nella famosa “casa gialla”. Segue il successivo ricovero al manicomio di Saint-Rémy, e trascorre l'ultimo periodo di vita ad Auvers.
"Nel mio lavoro ci rischio la vita e la mia ragione vi si è consumata a metà..."

## Il saggio di Jaspers
Una scelta di lettere pubblicata in Italia nel 1984 da Ugo Guanda, col titolo Lettere a Theo, a cura di Massimo Cescon, è introdotta da un saggio del filosofo Karl Jaspers. Appassionato di van Gogh, studia le lettere e il rapporto tra i due fratelli e come questo ha influenzato l'intera vita dell'artista. Il saggio appare per la prima volta nel volume Strindberg und Van Gogh, nel 1922 ed è diviso in varie sezioni: Patografia, Mutamento della concezione di sé, Le opere e Van Gogh e la malattia. In questo modo Jaspers vuole contestualizzare la vita biografica e artistica di van Gogh e riesce a guidare ad una lettura completa della corrispondenza. Una spiegazione del pensiero e del tormento dell'artista ma anche un'analisi del manifestarsi e dell'evolversi della malattia dell'artista e di come questa ha influito sulla sua arte.

## Il Rapporto tra Theo e Vincent

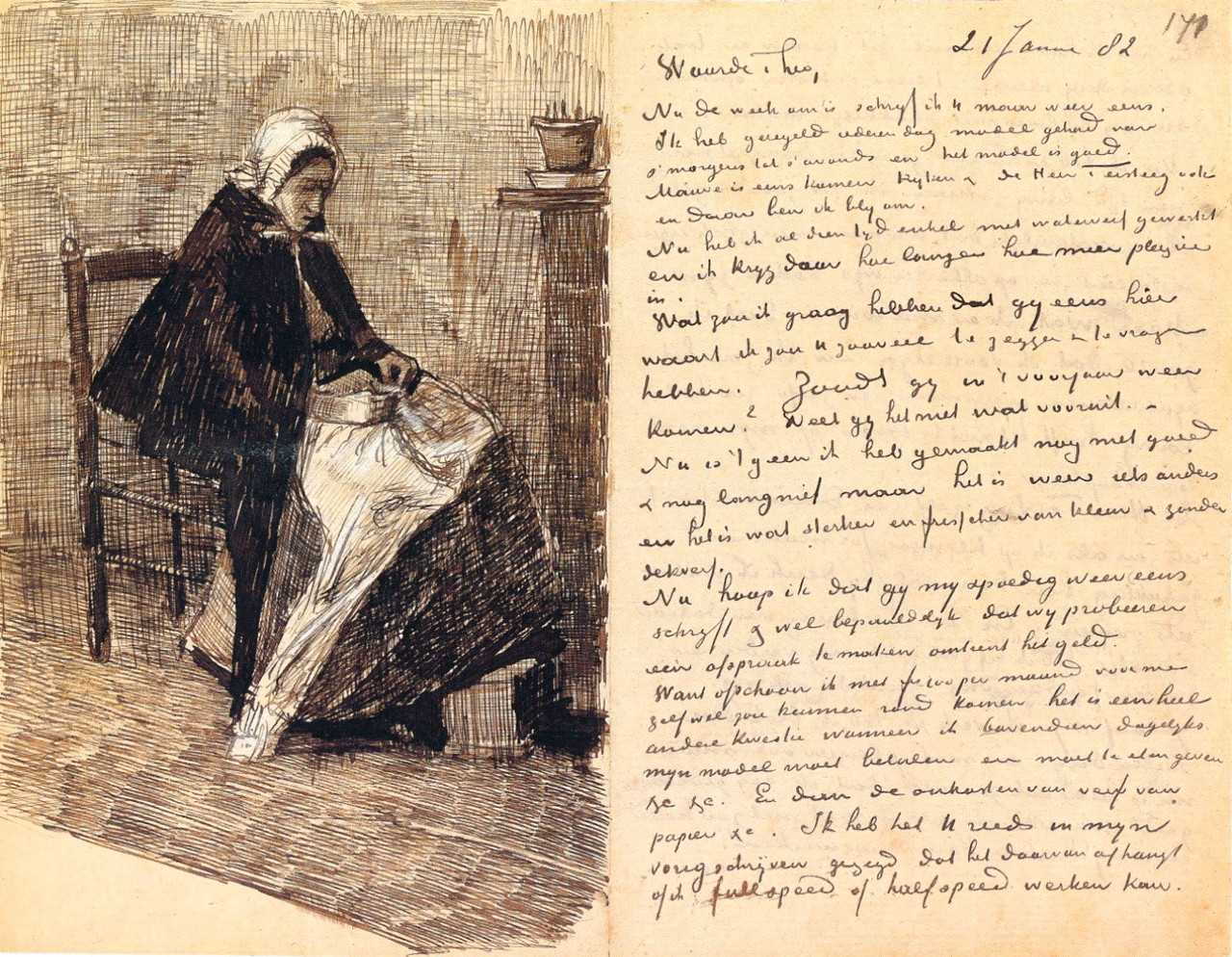
Lettera di Vincent con disegno che rappresenta Sien

Theo fu il primo a riconoscere il talento artistico di Vincent, come si evidenzia dalle numerose lettere in cui elogia l’operato del fratello. Era l’unico in grado di contraddire Vincent e di provare a dargli consigli sulla pittura; essendo un mercante d'arte a Parigi, conosceva bene i gusti e l'arte dell'epoca impressionista.

## Temi ricorrenti nelle lettere
Vincent e Theo amavano parlare di tutto ciò che li appassionava, non avevano segreti e i loro differenti gusti aprivano spesso dibattiti, per lo più riguardanti l'arte, dove confrontavano le loro idee.

### Arte
Il tema centrale nelle lettere di Vincent è l'arte. Descrive al fratello il suo lavoro e le sue sperimentazioni: i soggetti da ritrarre, gli esercizi di disegno, le ricerche sul colore, le tecniche da utilizzare. Nelle lettere parla molto dei pittori antichi e contemporanei che ammira: i pittori della scuola dell'Aja, Rembrant, Millet, Rubens e molti altri. Appena gli è possibile frequenta Musei, Pinacoteche, e gli studi dei pittori amici.

### Vita privata

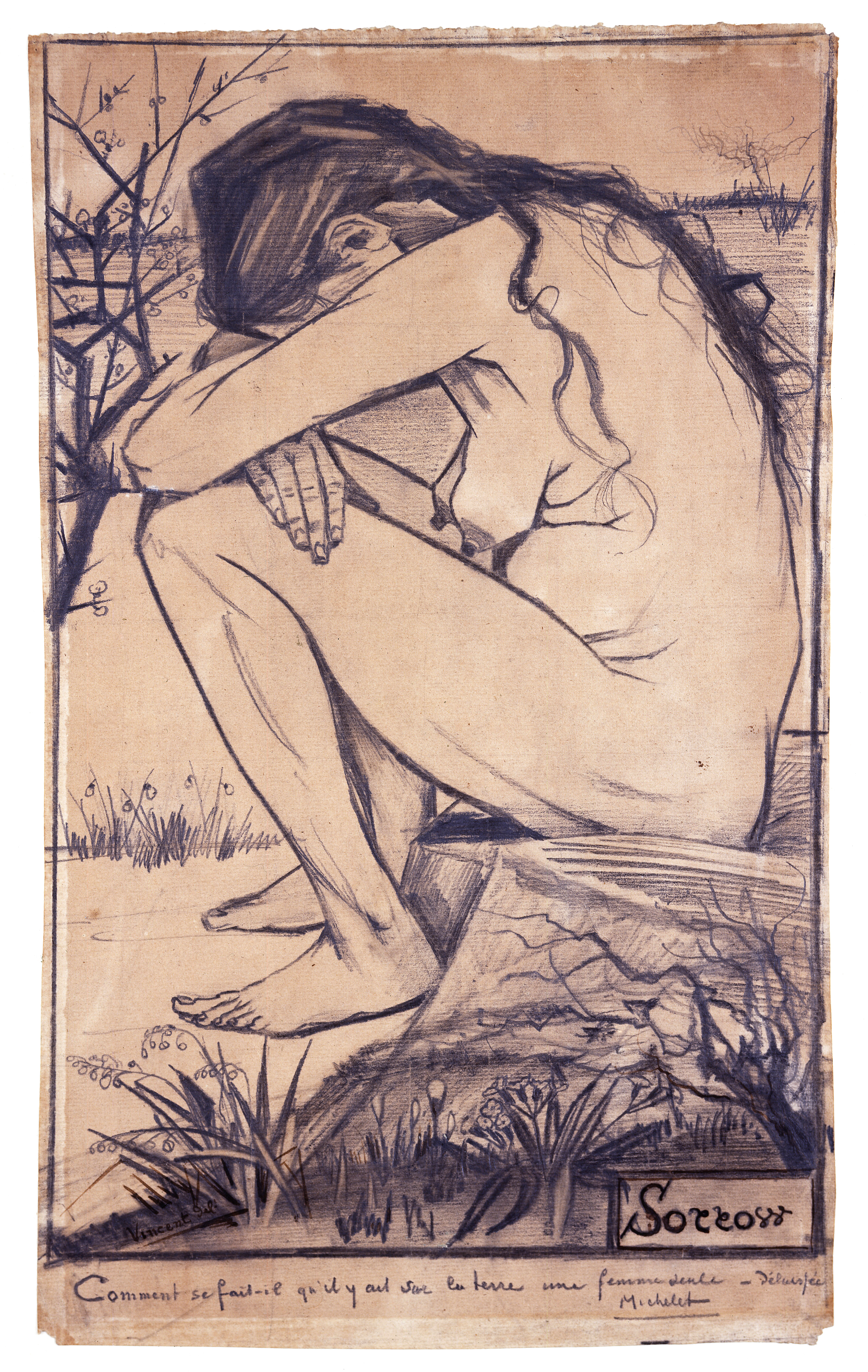
disegno che ritrae Sien

Dalle lettere emergono i difficili rapporti con il padre, le incomprensioni incontrate negli ambienti di lavoro, il fallimento del sogno di diventare pastore, l'amarezza dei rifiuti subiti dalle donne amate, Ursula Loyer e la cugina Kee, il rapporto contrastato con Sien.

### Letteratura
Lettore appassionato e instancabile, Vincent parla spesso delle opere letterarie e degli scrittori che ama: Zola e gli artisti naturalisti, Balzac, Hugo, Maupassant, Dickens, Jules Michelet e molti altri. 

### Difficoltà economiche
"Non posso cambiare il fatto che i miei quadri non vendano. Ma verrà il giorno in cui la gente riconoscerà che valgono più del valore dei colori usati nel quadro."
Per tutta la vita Vincent non è riuscito a vendere quasi niente. Questo ha contribuito non solo alla sua profonda frustrazione ma anche a seri e continui problemi economici. Ogni lettera al fratello ha almeno un riferimento al sostegno economico offertogli da Theo. 

## Valore letterario
Le lettere di van Gogh sono state molto studiate ed apprezzate per la loro bellezza stilistica. In esse appare con evidenza la cultura letteraria di Vincent, la sua capacità di analizzarsi ed esprimersi con grande lucidità.

## Valore umano
Le lettere hanno un grande valore umano: da esse si ricava un quadro molto ampio delle personalità sfaccettate di entrambi i fratelli, soprattutto di Vincent. L'artista, pittore e scrittore, riesce a rappresentare la sua visione del mondo, la sua costante ricerca del senso dell’esistenza.

## Opera cinematografica
Da questo scambio epistolare è stato tratto un film del 1990 diretto da Robert Altman: Vincent&Theo. Tratta l'ultimo decennio della vita di Vincent dal 1880 al 1890, ed è incentrato sul rapporto tra i due fratelli.